# Upper Barrakka Gardens
Gli Upper Barrakka Gardens (in maltese: Il-Barrakka ta 'Fuq; originariamente in italiano: Giardini della Baracca Superiore o Giardini della Baracca Nuova) sono un giardino pubblico che si trova a La Valletta sull'isola di Malta. Insieme ai vicini Lower Barrakka Gardens offrono una vista panoramica sul Porto Grande e sulle Tre Città.

## Descrizione
Gli Upper Barrakka Gardens si trovano nella parte più elevata del bastione di San Pietro e Paolo e al livello inferiore si trova la Saluting Battery, una batteria di cannoni che ogni giorno spara a salve alle 12:00 e alle 16:00.
I giardini erano stati creati a scopo ricreativo per i Cavalieri Ospitalieri di lingua italiana ma, al termine dell'occupazione francese nel 1800, furono aperti al pubblico. All'interno del parco si trovano diversi monumenti e memoriali in onore di alcune personalità di rilievo del periodo britannico come Gerald Strickland, Thomas Maitland e Winston Churchill e anche una replica della statua Les Gavroches dello scultore maltese Antonio Sciortino, di cui l'originale si trova all'interno del Museo nazionale di belle arti della Valletta. Gli archi sulla terrazza del giardino furono costruiti nel 1661 e inizialmente erano coperti da un soffitto che fu rimosso dopo la Rivolta dei sacerdoti del 1775.